# Masquerade (Buch)
Masquerade ist ein Kinderbuch des britischen Autors, Illustrators und Malers Kit Williams (* 1946). Es enthält verschlüsselte Hinweise auf das Versteck eines juwelenbesetzten goldenen Schmuckstückes in Form eines Hasen, das Williams geschaffen und in der Nacht vom 7. auf den 8. August 1979 im Beisein von Showmaster und Autor Bamber Gascoigne (* 1935) in Großbritannien vergraben hatte. Menschen aus aller Welt machten sich auf die Suche nach dem Juwel, das am 24. Februar 1982 in Ampthill gefunden wurde.
Masquerade erschien 1979 und begründete das Genre der so genannten Sessel-Schatzsuche (engl. armchair treasure hunt). Das Buch wurde unter anderem ins Deutsche und Französische übersetzt und fand großen Anklang in den Vereinigten Staaten, Australien, Südafrika und Japan.
Für einen Skandal sorgte 1988 eine Veröffentlichung der Sunday Times, die enthüllte, dass der Finder des Schatzes das Rätsel nicht auf regulärem Weg gelöst hatte. Er hatte vielmehr Insider-Informationen von der ehemaligen Lebensgefährtin des Autors erhalten.